# Ellen Saint
Pour les articles homonymes, voir Ellen et Saint (homonymie).
Ellen Saint est une actrice de films pornographiques tchèque, née le 10 mars 1983 à Prague.

## Biographie
Ellen Saint commence dans l'industrie du X en 2003.
Elle devient vite une spécialiste des scènes anales et des doubles pénétrations.

## Récompenses et nominations
Nominations
- 2005 : FICEB – Best Starlet – Road Movies
- 2006 : FICEB – Best Supporting Actress – Guapa e Inaccessible
- 2006 : FICEB – Most Original Sex Scene – Back 2 Evil 2 (avec Nacho Vidal et Rebeca Linares)

## Filmographie sélective
| Année | Titre                           | Réalisateur   | Partenaires                     |
| ----- | ------------------------------- | ------------- | ------------------------------- |
| 2003  | Ass Obsession                   | Nacho Vidal   | Nacho Vidal                     |
| 2003  | Cum in my Ass not in my Mouth 2 | Erik Everhard | Erik Everhard, Robert Rosenberg |
| 2004  | All Internal 225                | Raul Cristian | Zenza Raggi, Bruno Sx           |